# Осово (Горбацевичский сельсовет)
Осово (бел. Восава) — деревня в Бобруйском районе Могилёвской области Беларуси. Входит в состав Горбацевичского сельсовета.

## География
Деревня находится в юго-западной части Могилёвской области, к югу от реки Волчанки, при автодороге Н-10085, на расстоянии приблизительно 13 километров (по прямой) к западу от города Бобруйска, административного центра района. Абсолютная высота — 152 метра над уровнем моря. Площадь населённого пункта — 1,8516 км².

## История
Деревня известна с XVI века. В 1524 году в составе Речицкого повета Минского воеводства Великого княжества Литовского. После 2-го раздела Речи Посполитой (1793 год) в составе Российской империи.
По состоянию на 1907 год, в Осове имелось 30 дворов и проживало 349 человек. В административном отношении входила в состав Горбацевичской волости Бобруйского уезда Минской губернии.
С 20 августа 1924 года по 20 ноября 2013 года являлась центром Осовского сельсовета.В 1931 году, в ходе проведения коллективизации, был образован колхоз имени Калинина. В 1986 году в Осове располагалось центральная усадьба совхоза «Осово».

## Население
По данным переписи 2019 года, в деревне проживало 437 человек.
| Год  | Население, человек |
| ---- | ------------------ |
| 1897 | 326                |
| 1907 | ↗ 349              |
| 1917 | ↗ 444              |
| 1959 | ↘ 129              |
| 1970 | ↗ 359              |
| 1986 | ↗ 480              |
| 2007 | ↗ 588              |
| 2009 | ↘ 523              |
| 2019 | ↘ 437              |